# Brünnbachtal
Das Naturschutzgebiet Brünnbachtal liegt auf dem Gebiet der Stadt Adelsheim im Neckar-Odenwald-Kreis in Baden-Württemberg.
Das Gebiet erstreckt sich östlich der Kernstadt Adelsheim und nordwestlich des Weilers Hergenstadt, einem Ortsteil von Adelsheim, entlang des Brünnbaches. Nordwestlich verläuft die B 292, nordöstlich die B 292n und westlich die Landesstraße L 519.

## Bedeutung
Für Adelsheim ist seit dem 21. Dezember 1995 ein 132,2 ha großes Gebiet unter der Kenn-Nummer 2.194 als Naturschutzgebiet ausgewiesen. Es handelt sich um eine „vielfältige Tallandschaft mit naturnahen Waldgesellschaften, Halbtrockenrasen und wärmeliebenden Saumgesellschaften, Steinriegeln, naturnahem Bachlauf und Grünland in der Talaue.“ Es ist ein „charakteristischer Ausschnitt des Baulandes mit Hecken, Feldgehölzen und Streuobstbeständen.“